# Caroline Voet
Pour les articles homonymes, voir Voet.
Caroline Voet, née à Anvers en 1974, est une architecte belge. Elle conjugue la théorie et la pratique et s'intéresse particulièrement au développement du langage architectural, de l'organisation de l'espace et des stratégies de conception. 

## Biographie
Après ses études secondaires, Caroline Voet étudie l'architecture à l'Institut supérieur des sciences architecturales Henry Van de Velde à Anvers, où elle obtient son diplôme avec distinction. Elle poursuit ses études au Design Research Laboratory de l'Architectural Association School of Architecture de Londres, la plus ancienne école d'architecture indépendante du Royaume-Uni, fondée en 1847. L'école est considérée depuis longtemps comme l'une des écoles d'architecture les plus compétitives et les plus prestigieuses au monde. Caroline Voet passe la maîtrise, à nouveau avec distinction en 1999. Son projet de fin d'études «Fiber Space» reçoit le prix Alex Stanhope Forbes. 

## Carrière
Caroline Voet aime concevoir et réaliser des espaces et des objets, abolissant les frontières entre architecture, design, scénographie et expression graphique.[réf. nécessaire]
Après ses études, Caroline Voet travaille pendant deux ans comme architecte chez Zaha Hadid Architects . Elle contribue à la réalisation du Musée national des arts du XXe siècle à Rome et de plusieurs autres projets de moindre envergure. En 2001, elle  commence une collaboration de trois ans chez Christian Kieckens Architects. Avec lui, elle participe notamment à un projet de rénovation pour Escada à Malines, une intervention artistique de Peter Downsbrough à Bruxelles, un plan d'urbanisme pour le quartier de la gare d' Alost et travaillent à la scénographie de l'exposition Mutations à la Raffinerie à Bruxelles. De 2003 à 2005, elle est assistante à l' Université libre de Bruxelles où elle enseigne la conception architecturale et la conception assistée par ordinateur.
Depuis 2005, elle combine sa propre pratique avec la recherche et l'éducation. Avec Jeroen Theuns, elle fonde Voet Theuns Architecten à Anvers. Ensemble, ils se concentrent sur des projets publics et privés et conçoivent diverses maisons privées dans et autour d'Anvers, ainsi que des logements sociaux. Ils réalisent des expositions et des intérieurs pour le Vlaams Architectuurinstituut (VAi), la Cinematek de Bruxelles, le centre d'art deSingel à Anvers ainsi que la scénographie pour Interieur 08 à Courtrai. Depuis 2005, Caroline Voet collabore avec l'université catholique de Louvain et l'école d'art et d'architecture LUCA, où elle enseigne la théorie et l'histoire de l'architecture et où elle mène des recherches dans le domaine du design. Elle y termine aussi son doctorat consacré à l'architecte Dom Hans van der Laan (1904-1991), en août 2013. Elle est membre du comité de rédaction de l'annuaire Architectuur 2012-2013, publié par le VAi.
Elle est conférencière invitée, entre autres à l'École polytechnique fédérale de Zurich et à l'Université Leibniz de Hanovre. Depuis 2016, elle est également professeure invitée à l'Université de technologie de Delft.
En 2012, Caroline Voet fonde son propre bureau, Voet Architectuur. Avec deux autres employées, Laura Steenbeke et Marjolein Geyskens, elle travaille principalement sur des projets globaux orientés vers l'architecture, le design et la scénographie. Depuis 2016, Caroline Voet travaille avec Leen De Brabandere. Leur cabinet d'architectes, Voet en De Brabandere, remporte plusieurs prix. Leurs créations sont basées sur des histoires et des atmosphères. Elles se concentrent principalement sur une petite échelle : mobilier, intérieur et scénographie. Elles développent des projets pour des clients tels que le Museum Plantin Moretus, le Red Star Line Museum, Koen Vanmechelen et le VAi.

## Prix
- 1998 : Prix Alex Stanhope Forbes pour son projet de fin d'études Fyber Space[5]
- 2009 : Chicago Good Design award[6], GIO - Goed Industrieel Ontwerp Nederland[7], Good Design award[8] et Henry van de Velde Label[9] pour la table Ahrend Philink, (avec Jeroen Theuns)
- 2001 : Lauréat du Prix Godecharle architecture, pour le projet Cybernautica[10]
- 2014 : Label Henry van de Velde Label décerné par Design Vlanderen pour la chaise STOOL de Caroline Voet[11],[12],[13]
- 2017 : prix ULTIMA, patrimoine mobilier, attribué au Musée Plantin Moretus pour la scénographie réalisée par Caroline Voet et Leen De Brabandere[14],[15].
- 2018 : DAM architectural Book of the Year Award pour A House for the Mind [16],[17].

## Publications
Pour son doctorat, Caroline Voet fait des recherches sur le moine et architecte bénédictin néerlandais Dom Hans van der Laan. En plus de sa thèse, elle lui consacre de nombreuses publications. Une partie de sa recherche doctorale, plus spécifiquement sur la méthodologie de conception de Dom van der Laan, a été intégrée dans la publication «Dom Hans van de Laan, Tomelilla.  A theory of architecture and its practical implementation». Elle relie les concepts philosophiques de Hans van der Laan au processus de conception concrète pour le monastère Jesu Moder Marias à Tomelilla, en Suède, donc entre la théorie et la pratique. «Dom Hans van de Laan. A House fort the Mind. A design manual on Roosenberg Abbey »a été publié en collaboration avec le VAi. 
En 2016, les Presses universitaires de Louvain et le VAi d' Anvers publient Autonomous Architecture in Flanders. The early works of Marie-José Van Hee, Christian Kieckens, Marc Dubois, Paul Robbrecht et Hilde Daem. Avec Sofie De Caigny, Katrien Vandermarliere et Lara Schrijver, Caroline Voet forme un comité de rédaction qui invite différents types d'écrivains, universitaires et architectes en exercice à écrire sur ces cinq architectes de «la génération de 74». Caroline Voet écrit l'article Architecture between Dwelling and Spatial Systematics. The Early Works of the Generation of ’74. Elle s'écarte ici du débat d'architecture des années 1970, où un équilibre est recherché entre la réinterprétation de l'histoire et la recherche de réponses à de nouveaux problèmes sociaux. Sur base des œuvres des cinq architectes, elle décrit leur nouveau langage architectural, qui repose sur un ancrage des connaissances historiques dans un discours contemporain.
En 2018, Caroline Voet contribue à l'ouvrage Léon Stynen . A life of architecture (1899-1990), publié par le VAi. Elle rédige le chapitre Classic Modernism. Léon Stynen’s Houses dans lequel elle analyse la méthodologie de conception de Léon Stynen par rapport à son idée de la maison idéale. Elle compare différentes maisons, dont la Villa Dotremont (1922), la résidence Verstrepen (1927) et la maison personnelle de Léon Stynen (1932).

### Sélection

#### Sur Dom Hans van der Laan
- (en) Caroline Voet, The Benedictine Monk who showed us how to build. Dom Hans van der Laan, Dans The Low Countries: Arts and Society in Flanders and The Netherlands, 2017, vol. 26, pp. 289-290
- (en) Caroline Voet, Between Looking and Making: Unravelling Dom Hans van der Laan’s Plastic Number, dans Matthew A. Cohen, Maarten Delbeke (éd. ), Proportional Systems in the History of Architecture. New Approaches and Considerations, Architectural Histories, Leiden, Presses de l'université de Leiden, 2018, pp. 463-492 Lire en ligne
- (en) Caroline Voet, Between Ima Summis and nearness. Dom Hans van der Laan’s Roosenberg Abbey as an example of a contemporary space of worship, Bloomsbury Journals, 2015, Spaces of Faith, Vol. Numéro 3, pp. 259-288
- (en) CarolineVoet (auteure), Luc Verpoest, Yves Schoonjans, (superviseur), Between the Lines and its Margins. Spatial Systematics in the Work of Dom Hans van der Laan (1904-1991), thèse de doctorat, Louvain, KU Leuven Arenberg doctoral school of science engineering & technology, 2013, 556p.
- (en) Caroline Voet, Dom Hans Van Der Laan. A House For The Mind, Anvers, Vlaams Architectuurinstituut, 2017, 224 p.  (ISBN 978-9492567031)
- (en) Caroline Voet, Dom Hans van der Laan’s Architectonic Space: A peculiar Blend of Architectural Modernity and Religious Tradition, MIT Press, 2017, Volume 22, Numéro 3, The European Legacy. Towards New Paradigms, ed. Rajesh Heynickx and Stéphane Symons, pp. 318-338
- (en) Caroline Voet,  Dom Hans van der Laan. Drawing the Scottish Tartan, Drawing Matter, 2009, Lire en ligne (2019)
- (nl) Caroline Voet, Yves Schoonjans, Dom Hans van der Laan - zijn invloed op de na-oorlogse kerkenproductie in het gebied tussen Maas en Rijn, dans J.  Jacobs, Kerken bouwen langs Maas en Rijn na 1945. Kirchenbau an Maas und Rhein nach 1945 », Vol. 18, pp.175-195, Louvain, Presses universitaires de Louvain, 2019
- (nl) Caroline Voet, critique du livre de Michel Remery, Katholieke architectuur in de twintigste eeuw. De vier architecten van de Leidse familie Van der Laan, Dans Church History and Religious Culture, pp. 128-130, Leiden, Brill, 2019. Lire en ligne
- (nl) Caroline Voet, Zoeken naar de zeggingskracht van de ruimte. De architectuur van Dom Hans van der Laan, 2018, Ons Erfdeel Vol. 61, pp. 52-63
- (it) Caroline Voet, Una Casa per lo Spirito, Domus, 2017, num. 1018, pp. 34-38,  (ISSN 0012-5377)
- (de) Caroline Voet, Hans Jr. Van der Laan, Dom Hans van der Laan. Der Architekt und Benediktinermönch suchte nach universellen Prinzipien in der Architektur, Baumeister 8, 2015, Erhabene Räume, vol 112, pp. 10-15
- (en) Caroline Voet, The poetics of order. Dom Hans van der Laans’ Architectonic Space, dans Architectural Research Quarterly 02, Vol. 16, pp.137-154, Cambridge University Press, 2012

#### Autres publications
- (en)Architectonic Space as a contemporary interpretation of connaissance poetique within sacred architecture, dans E. Fernandez-Cobian (ed), Between concept and identity, Newcastle Upon Tyne, Cambridge Scholars Publishing, 2014, pp.199-212
- (en) Caroline Voet (Ed.), Katrien Vandermarliere (Ed.), Sofie de De Caigny (Edi.), Lara Schrijver (Ed.), Autonomous Architecture in Flanders: The Early Works of Marie-José Van Hee, Christian Kieckens, Marc Dubois, and Paul Robbrecht & Hilde Daem, Louvain, Presses universitaires de Louvain, 2017, 256 p.  (ISBN 978-9462700673)
- (en)Business-research-architecture, Projects from the Design Research Lab, dans P. Schumacher, Daidalos, 1998-1999, pp. 69-70
- (en)Cybernautica, dans Belgium New Architecture, Bruxelles, éditions Prism, 2001 et dans Defining Digital Architecture, 2000 Feidad Award, Taipei, Dialogue
- (en) Fuel for a Novel Design Strategy. On spatial patterns and structural knots, dans M. Buchert (ed), Processus of Reflexive Design, Berlin, Jovis, 2018, pp. 76-92
- (nl)OngedwonDom Hans gen Stedelijkheid, dans Hedendaagse Architectuur in Leuven 2015-2019, Louvain, 2019, pp. 22-31
- (en)Small Architectural Situations: living (together), between type and topos, dans Flanders Architectural Review N ° 11. Architectures intégrées, Anvers: VAi, 2014, pp. 131-157

## Expositions
- 2017, Dom Hans van der Laan - een huis voor de geest, DeSingel, Anvers.